# 格奥尔基·别列戈沃伊
格奥尔基·季莫费耶维奇·别列戈沃伊（俄語：Георгий Тимофеевич Береговой；1921年4月15日—1995年6月30日），是苏联宇航员。

## 生平
1921年4月15日生于乌克兰苏维埃社会主义共和国波尔塔瓦省费多里夫卡。同年搬到叶纳基耶韦定居。八年级毕业后，他在冶金厂担任学徒。1938年12月，他成为伏罗希洛沃格勒军事飞行员学校的学员，并于1941年6月毕业。苏德战争期间，他在前线担任战斗机飞行员，参加了库尔斯克会战，以及解放波兰、罗马尼亚、匈牙利、捷克斯洛伐克等战役战斗。1944年10月26日，因为在空战中表现出的英雄气概，他被授予苏联英雄荣誉称号。
战后，他在敖德萨军区担任某战斗机航空团军事领航员。1947年7月至1948年8月，他在红旗空军学院指挥系深造。1948年8月，他转入红旗空军试飞所，并开始了试飞员生涯，参与了米格-19P（1955年）、雅克-25（1949年）、雅克-27K（1956年）、苏-9（1958年）、图-128（1962年）等60多种军用飞机的试飞工作。1961年，他被授予苏联功勋试飞员荣誉称号。
1964年1月，他在空军组入选苏联宇航员队伍。尽管他当时已满42岁，但他还是获得了宇航员的录取资格。因为在此之前，宇航员选拔时的平均年龄不超过35岁。1965年1月通过测试，成为第二支队宇航员。1968年10月26日至30日，他乘坐联盟3号飞船进行了太空飞行。期间曾尝试与无人驾驶的联盟2号飞船对接，但最终失败。他的累计太空飞行时长为3天22小时50分钟。11月1日，他被授予苏联英雄荣誉称号，以及空军少将军衔。1977年2月14日，他被授予空军中将军衔。
1969年1月22日，他和列昂诺夫、捷列什科娃、尼古拉耶夫乘坐轿车前往克里姆林宫参加苏联领导人为纪念联盟4号和联盟5号完成世界上首次近地轨道载人航天器对接任务的凯旋仪式，期间发生了勃列日涅夫遇刺事件。该车司机当场死亡，扑倒在方向盘上。别列戈沃伊本人也被飞过来的挡风玻璃碎片划伤。
1969年10月，他携妻子和费奥克季斯托夫访问美国，并与时任总统尼克松会见。
1972年至1987年1月，任加加林宇航员培训中心主任，期间领导了国际宇航员计划的培训工作。1974年至1989年，他还是苏联第八至十届最高苏维埃代表。
1995年6月30日在莫斯科逝世，享年74岁。葬于新圣女公墓。

## 荣誉
- 蘇聯英雄（1944年10月26日、1968年11月1日）
- 列寧勳章（1944年10月26日、1968年11月1日）
- 紅旗勳章（1942年8月26日、1943年9月28日）
- 三级波格丹·赫梅利尼茨基勋章（1944年4月16日）
- 亚历山大·涅夫斯基勋章（1943年10月20日）
- 一级衛國戰爭勳章（1945年1月14日、1985年3月11日）
- 红星勋章（1954年4月30日、1955年2月22日）
- 三级在蘇聯武裝力量中為祖國服務勳章（1975年4月30日）
- 戰功獎章（1949年6月20日）
- 1941－1945年偉大衛國戰爭戰勝德國獎章（1945年）
- 攻克布達佩斯獎章（1945年）
- 攻克维也纳奖章（1945年）
- 纪念列宁诞辰一百周年奖章
- 1941-1945年偉大衛國戰爭勝利二十週年獎章
- 苏维埃陆军海军三十周年奖章
- 苏联武装力量四十周年奖章
- 苏联武装力量五十周年奖章
- 苏联国家奖（1981年）
- 拜科努尔荣誉市民（1977年）[7]

国外奖项
- 社会主义劳动英雄（保加利亚，1970年）
- 格奥尔基·季米特洛夫勋章（保加利亚，1970年）
- 国旗勋章（匈牙利，1985年）
- 镶钻红旗勋章（匈牙利，1970年）